# Kalendarium historii Niemiec
Kalendarium historii Niemiec – uporządkowany chronologicznie, począwszy od czasów najdawniejszych aż do współczesności, wykaz dat i wydarzeń z historii Niemiec.

## Czasy najdawniejsze

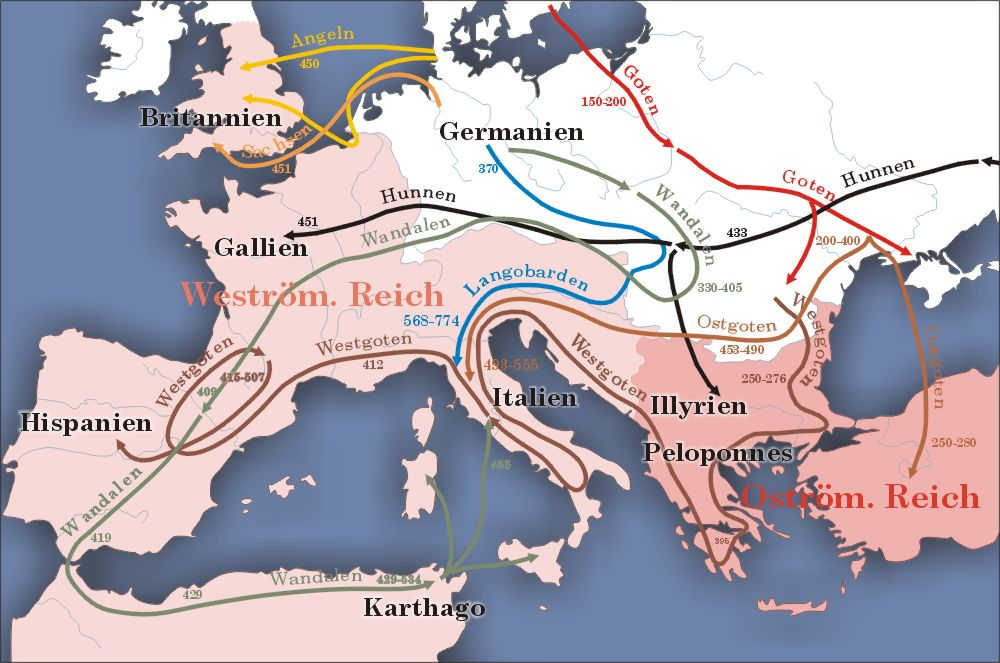
Wędrówki Germanów w Europie

- I tys. p.n.e. – Celtowie zasiedlili tereny obecnych Niemiec[1].
- I w. p.n.e. – Germanie zakończyli wypieranie Celtów[1].
- koniec I w. p.n.e. – ziemie nad środkowym i górnym Renem podbili Rzymianie (prowincje Dolna i Górna Germania)[1].

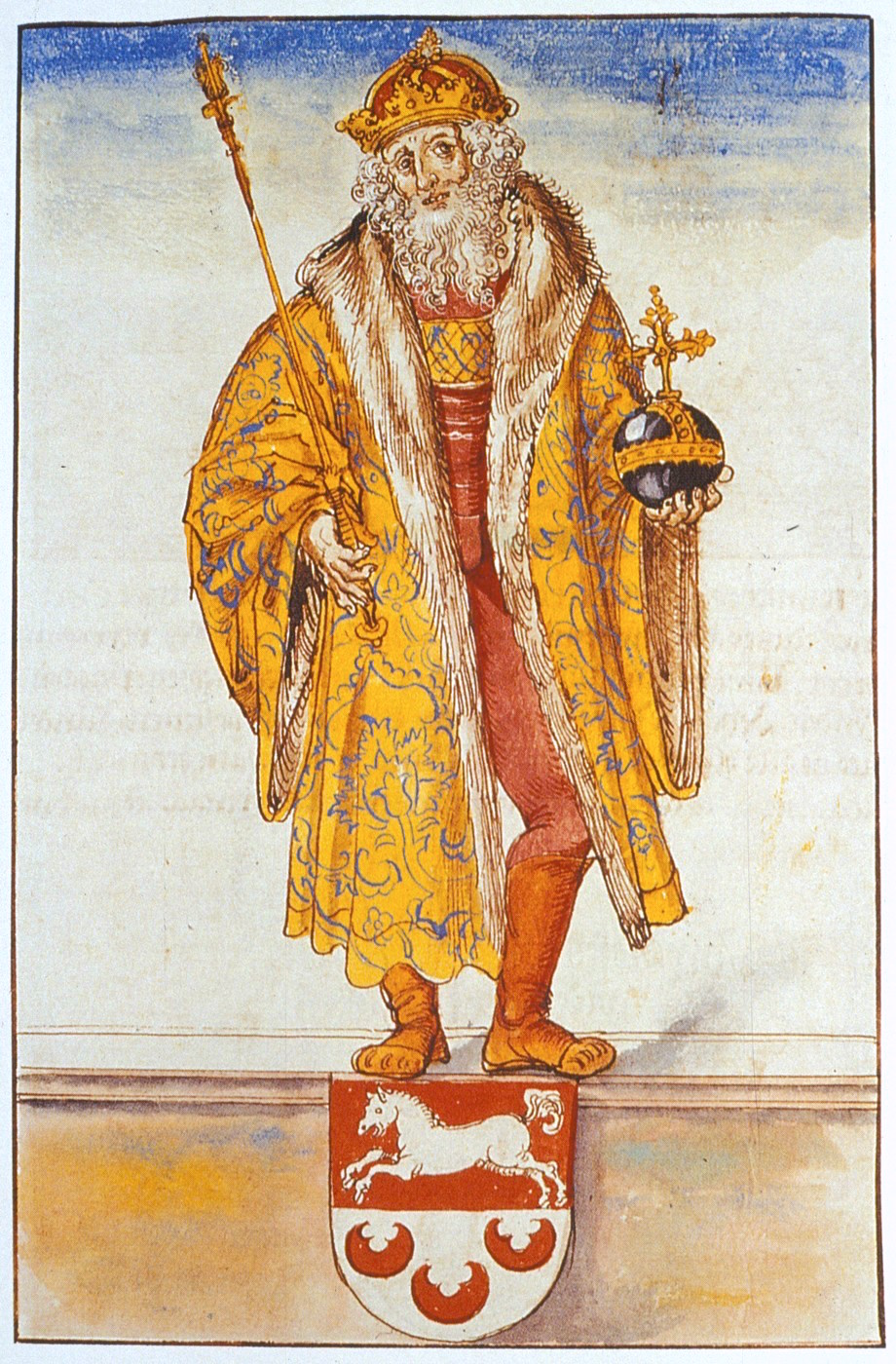
Otto I

- VI–VIII w. – Frankowie podporządkowali sobie niemieckie plemiona[1].
- początek IX w. – chrystianizacja Germanów[1].
- sierpień 843 – w Verdun podzielono na trzy części Państwo Franków. Wschodnią część otrzymał Ludwik z dynastii Karolingów[2].
- X w. – najazdy Normanów i Węgrów[1].
- 919–1024 – panowanie dynastii Ludolfingów[1].
- 925 – Niemcy podbili Lotaryngię[1].
- 929 – Niemcy zajęli obszar Miśni[1].
- 932 – Niemcy podbili Łużyce[1].
- 950 – Niemcy podporządkowali sobie Czechy[1].
- 951–952 – Otton I zajął północną Italię[1].
- 9 października 951 – Otton I zajął Pawię i obwołał się „królem Franków i Longobardów”[3].
- 2 lutego 962 – Otton I koronował się na cesarza rzymskiego; początek I Rzeszy Niemieckiej[4].

## Święte Cesarstwo Rzymskie Narodu Niemieckiego – I Rzesza
- po 968 – założono arcybiskupstwo w Magdeburgu[1]
- 983 – powstanie Słowian połabskich[1]
- 1032 – przyłączenie Burgundii[1]
- 1075 – spór o inwestyturę z papieżem[1]
- 1122 – Niemcy oraz papież ustanowili kompromisowy konkordat w Wormacji[1]
- XII–XIII w. – rozpad Rzeszy Niemieckiej na wiele mniejszych księstw duchownych i świeckich[1]

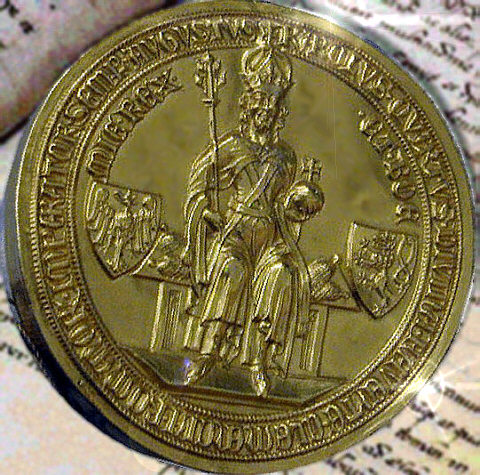
Złota bulla Karola IV

- 1194 – Henryk VI otrzymał Królestwo Sycylii, nastąpiło zaostrzenie konfliktu cesarstwa z papiestwem[1]
- 1232 – Fryderyk II usankcjonował uprawnienia książąt[1]
- 1250–1273 – wielkie bezkrólewie[1]
- 1273 – wybór Rudolfa z rodu Habsburgów na króla niemieckiego zakończył, trwające ćwierć wieku, „wielkie bezkrólewie”
- 1274 – Rudolf I Habsburg podczas obrad sejmu Rzeszy w Norymberdze podporządkował stosunki wewnętrzne oraz zwiększył uprawnienia króla[1]

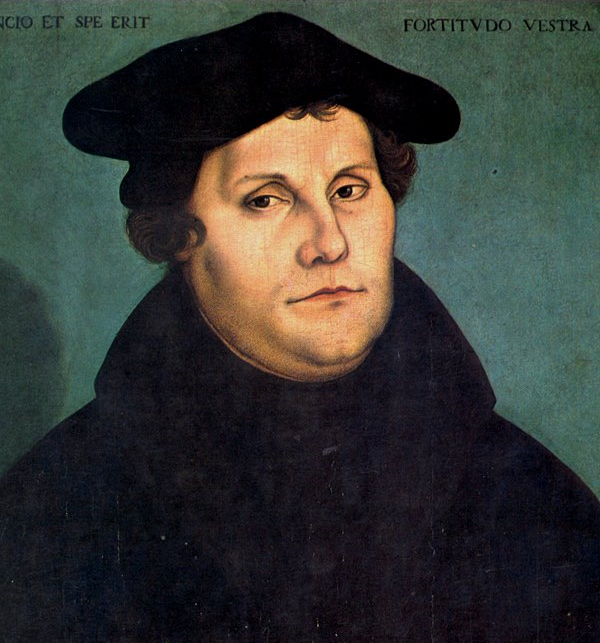
Marcin Luter

- 1346 – wybór Karola IV Luksemburga na cesarza[1]
- 1356 – wydanie złotej bulli[1]
- 1438 – godność cesarska przeszła w ręce Habsburgów[1]
- 1495 – w Wormacji ogłoszono generalny zakaz wojen prywatnych, wprowadzenie podatku dla armii oraz reorganizację Sądu Kameralnego[1]
- 1517 – początek ruchu reformacyjnego Marcina Lutra[1]
- 1555 – podpisano pokój augsburski[1]
- 1618–1648 – wojna trzydziestoletnia[1]
- 1648 – w wyniku pokoju westfalskiego Niemcy rozpadły się na ok. 300 księstw[5]
- 1701 – koronacja Fryderyka I Hohenzollerna na „króla w Prusach”[5]
- 1772
  - udział Prus w I rozbiorze Polski[5]
- 1790:
  - 29 marca – podpisano przymierze polsko-pruskie[6] 
  - 27 lipca – podpisano konwencję w Reichenbach[7]
  - 9 października – na cesarza rzymskiego we Frankfurcie nad Menem został koronowany Leopold II[7]
- 1791:
  - 27 sierpnia podpisanie pomiędzy Prusami a Cesarstwem Niemieckim deklaracji pilnitzkiej[8][9]

- 1792

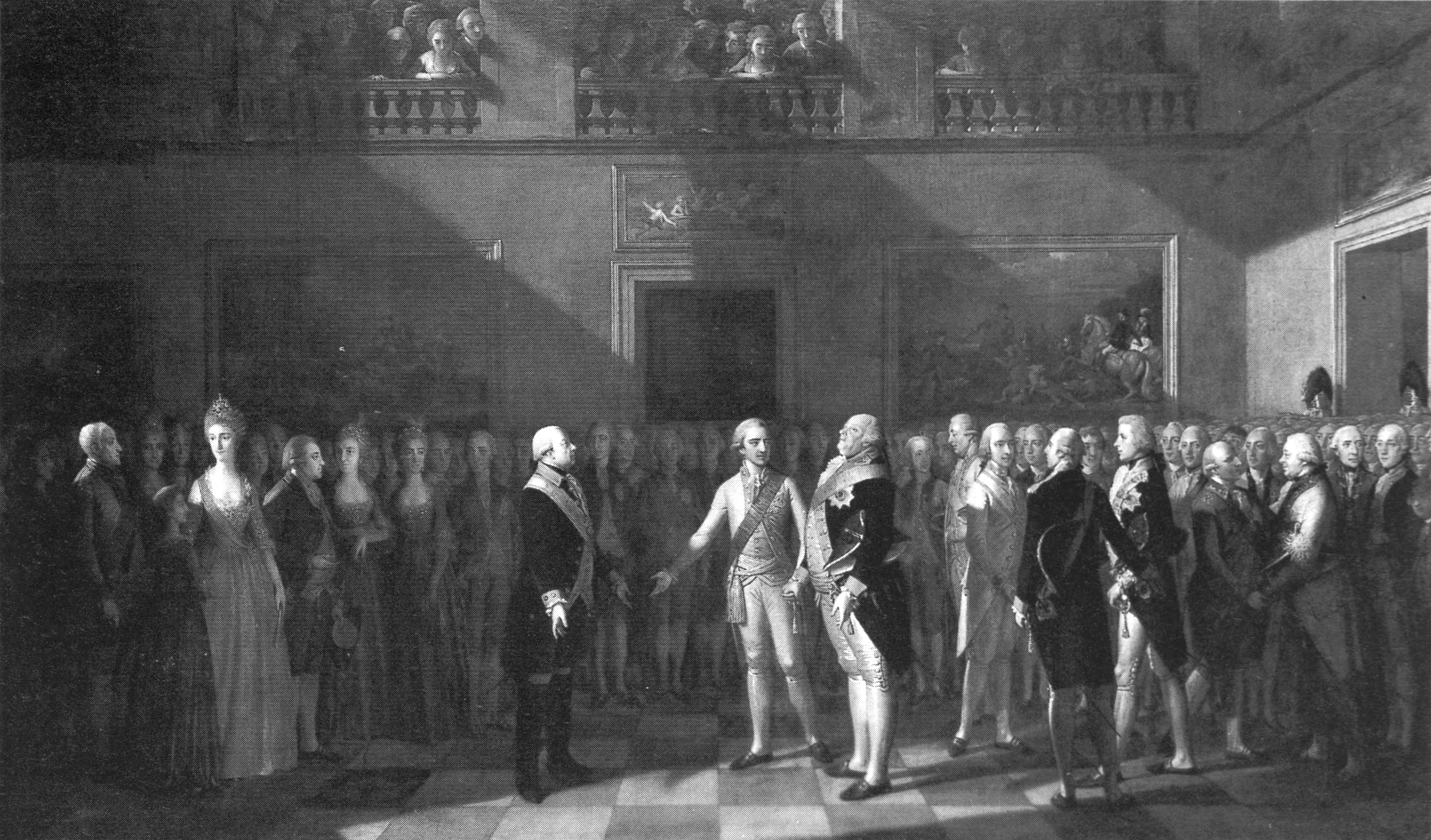
Spotkanie w Pillnitz w 1791, w centrum od lewej: Leopold II, Fryderyk August I, Fryderyk Wilhelm II. J.H. Schmidt, 1791

  - 7 lutego – zawarcie sojuszu austriacko-pruskiego przeciwko Francji[10]
  - 1 marca – po krótkotrwałej chorobie zmarł Leopold II Habsburg[10]. Jego miejsce zajął Franciszek II Habsburg
  - kwiecień – w Belgii doszło do konfrontacji pomiędzy Austrią i Francją[11]
  - 5 lipca Franciszek II Habsburg otrzymał tytuł cesarza rzymskiego[11]
  - 6 lipca – Prusy wypowiedziały Francji wojnę[12]
- 1793 – udział Prus w II rozbiorze Polski[5]
- 1795 – udział Prus w III rozbiorze Polski[5]
- 11 sierpnia 1804 Franciszek II Habsburg proklamowany cesarzem Austrii[11]
- 1806 – koniec I Rzeszy Niemieckiej w wyniku wojen napoleońskich[5]

Święte Przymierze

- 1815 – Prusy, Rosja i Austria uchwaliły Święte Przymierze[1]

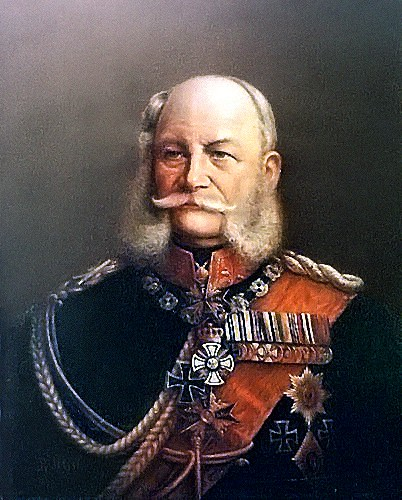
Wilhelm I Hohenzollern

- 1830 – założono Niemiecki Związek Celny[1]
- 1848–1849 – w wyniku Wiosny Ludów nastąpił wzrost dążeń do zjednoczenia Niemiec z królem pruskim jako cesarzem[1]
- 1866 – w wyniku wojny austriacko-pruskiej hegemonię w Niemczech uzyskały Prusy[1]
- 1870–1871 – wojna prusko-francuska[1]
- 18 stycznia 1871 – proklamowano II Rzeszę Niemiecką z Wilhelmem I Pruskim jako cesarzem[1][5]

## II Rzesza

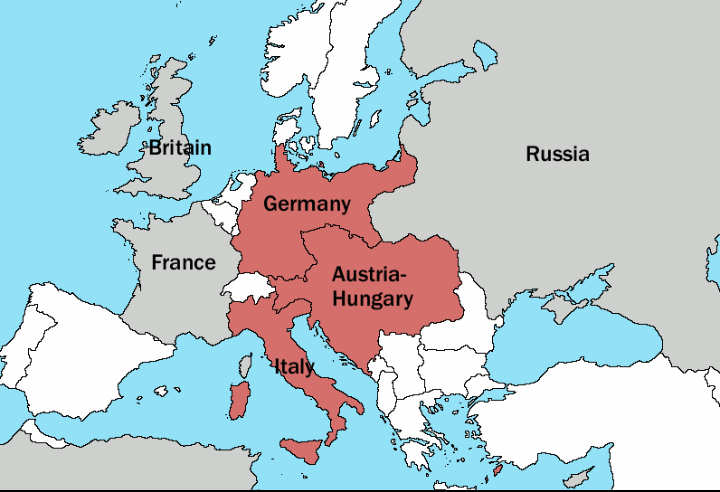
Trójprzymierze w 1913

- 1880–1900 – Niemcy zdobyli kolonie afrykańskie: Togo, Niemiecką Afrykę Wschodnią, Niemiecką Afrykę Południowo-Zachodnią, Kamerun i Nową Gwineę Niemiecką[1]
- 20 maja 1882 – uchwalono trójprzymierze z Austro-Węgrami i Włochami[1]
- 1914 – bitwa nad Marną[1]
- 1916 – na czele ruchu antywojennego stanęła Grupa Spartakusa (później Komunistyczna Partia Niemiec)[1]
- 3 listopada 1918 – powstanie marynarzy w Kilonii zapoczątkowało rewolucję listopadową[1]

## Republika Weimarska
- 1918:

Republika Weimarska

  - 9 listopada – proklamowano Republikę Weimarską[1]
  - 11 listopada – kapitulacja Niemiec[5]
- 19 stycznia 1919 – wybory parlamentarne wygrali socjaliści, demokracji i chadecy[1]
- 1920 – powstała Narodowosocjalistyczna Niemiecka Partia Robotników[1]
- 1922 – w Rapallo doszło do zawarcia traktatu z sowiecką Rosją[1]
- 1923:
  - Adolf Hitler przeprowadził nieudany pucz monachijski[1]
  - z powodu problemów ze spłatą odszkodowań Francja i Belgia zajęły Zagłębie Ruhry[1]
- 1925 – wybory prezydenckie wygrał Paul von Hindenburg, który umocnił władzę prezydencką[1]
- 1929 – wybuch kryzysu gospodarczego[1]

- 1933:

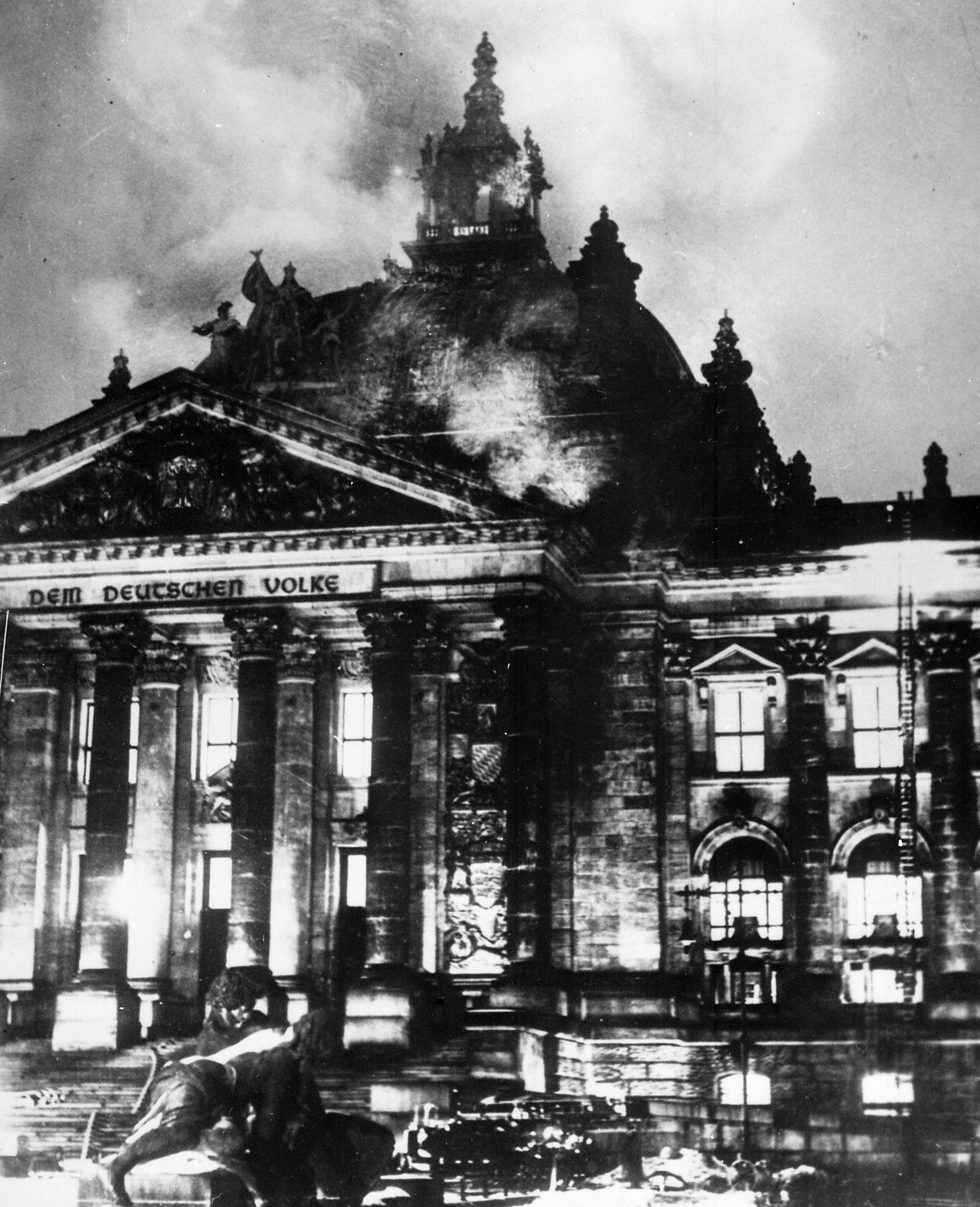
Reichstag trawiony pożarem, 1933

  - 30 stycznia – Paul von Hindenburg powołał Adolfa Hitlera na stanowisko kanclerza Niemiec[1][5]
  - 27–28 lutego – pożar Reichstagu[1]
  - 28 lutego – wprowadzono stan wyjątkowy[1]

## III Rzesza

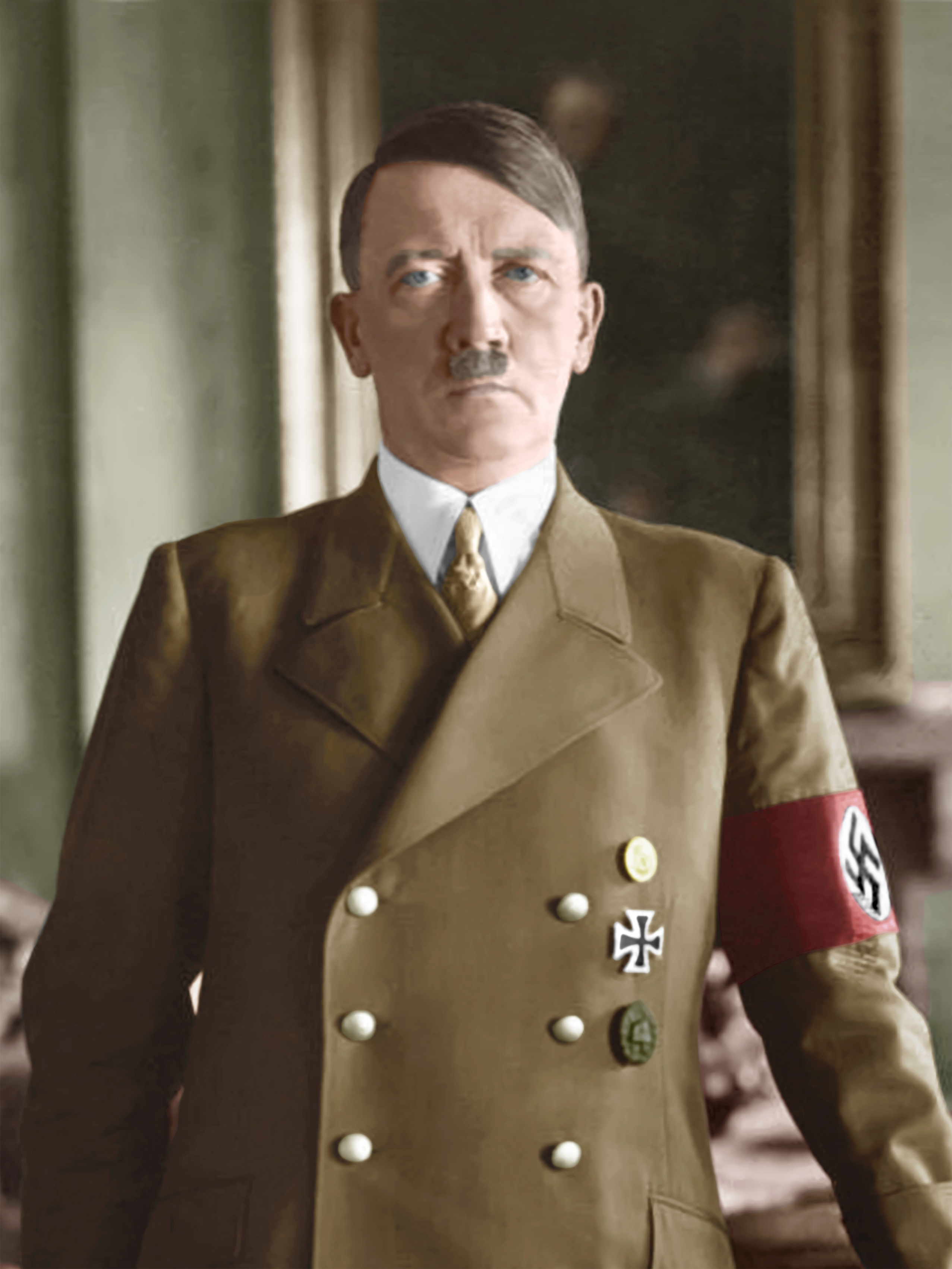
Adolf Hitler

- 1933 – powstają pierwsze obozy koncentracyjne – KL Dachau, KZ Dürrgoy i inne.
- 1934:
  - 2 sierpnia – śmierć Hindenburga, Adolf Hitler przyjął tytuł Führer oraz objął władzę[1]
  - 29-30 czerwca – Noc długich noży, akcja podczas której zamordowano przeciwników Adolfa Hitlera
- 1935:
  - uchwalono ustawy norymberskie ograniczające prawa obywatelskie Żydów[1]
  - uchwalono ustawę o odbudowie sił zbrojnych[1]
- 1936 – Niemcy przystąpiły do remilitaryzacji Nadrenii[1]
- 1938:
  - 9–10 listopada – „noc kryształowa”[1]
  - Austria została przyłączona do III Rzeszy[1]
- 1939:
  - Niemcy zajęły Czechy[1]
  - 23 sierpnia – podpisano pakt Ribbentrop-Mołotow[13]
  - 1 września – atak Niemiec na Polskę, początek II wojny światowej
  - 3 września – Wielka Brytania i Francja wypowiedziały wojnę Niemcom
  - 28 września – III Rzesza i Związek Radziecki zawarły układ o „granicy przyjaźni”[14]
  - 5 października – zakończenie walk w Polsce[14]
- 1940
  - 9 kwietnia atak na Danię i Norwegię[14]
  - 28 kwietnia – 8 czerwca 1940 – walki w Narwiku[14]
  - 10 maja – III Rzesza zaatakowała Holandię, Belgię i Luksemburg[14]
  - 15 maja – kapitulacja Holandii[14]
  - 27 maja – kapitulacja Belgii[14]
  - 10 czerwca – kapitulacja Norwegii[14]
  - 22 czerwca – zawieszenie broni pomiędzy Niemcami a Francją[14]
  - 8 sierpnia – 31 października – bitwa o Anglię[14]
  - 17 września – Niemcy rozpoczęły blokadę Wielkiej Brytanii[14]
- 1941:
  - 6 kwietnia – Niemcy i Włochy zaatakowały Jugosławię i Grecję[14]
  - 22 czerwca – atak Niemiec na Związek Radziecki[1]
- 1942 – cała Francja znalazła się w terytorium III Rzeszy[1]
- 1943:
  - 13 maja – klęska państw Osi w Afryce Północnej[1]
  - 5 lipca – 23 sierpnia – w wyniku bitwy na łuku kurskim Związek Radziecki rozpoczął ofensywę[1]
- czerwiec 1944 – utworzono drugi front we Francji[1]
- 1945:
  - 30 kwietnia – Rosjanie zajęli Berlin, Adolf Hitler popełnił samobójstwo[14]
  - 8 maja – całkowita klęska Niemiec, podpisano bezwarunkową kapitulację[1]
  - 5 czerwca – władzę w Niemczech przejęły: Wielka Brytania, Francja, Związek Radziecki i Stany Zjednoczone[1]

## Okres podziału Niemiec na RFN i NRD

Podział administracyjny okupowanych Niemiec w latach 1945–1949

- 1945–1950 – przeprowadzono denazyfikację zachodnich Niemiec[1]
- 1946 – procesy norymberskie[1]
- 20 czerwca 1948 – w Niemczech Zachodnich przeprowadzono reformę walutową[1]
- 1948–1949 – blokada Berlina[1]
- 7 września 1949 – utworzono Republikę Federalną Niemiec[1]
- 10 października 1949 – utworzono Niemiecką Republikę Demokratyczną[1]
- 1949–1990 – rządy Socjalistycznej Partii Jedności Niemiec w NRD[1]
- 1951 – państwa zachodnie ogłosiły zakończenie stanu wojny z Niemcami[1]
- 16–17 czerwca 1953 – powstanie robotników w Berlinie, krwawo stłumione przez wojska radzieckie[15]
- 1954 – w wyniku podpisania układów paryskich zniesiono statut okupacyjny i przyjęto RFN do Unii Zachodnioeuropejskiej[1]
- 1955 – Związek Radziecki i Polska ogłosiły zakończenie stanu wojny z Niemcami[1]
- 1955 – RFN została członkiem NATO, rozpoczęto budowę Bundeswehry[1]
- 1957 – RFN została współzałożycielem Europejskiej Wspólnoty Gospodarczej[1]
- 1961 – władze NRD wybudowały Mur Berliński[16]
- 1969 – wybory parlamentarne wygrała Socjaldemokratyczna Partia Niemiec[1]
- grudzień 1970 – RFN i Polska podpisały układ o podstawach normalizacji stosunków wzajemnych[1]

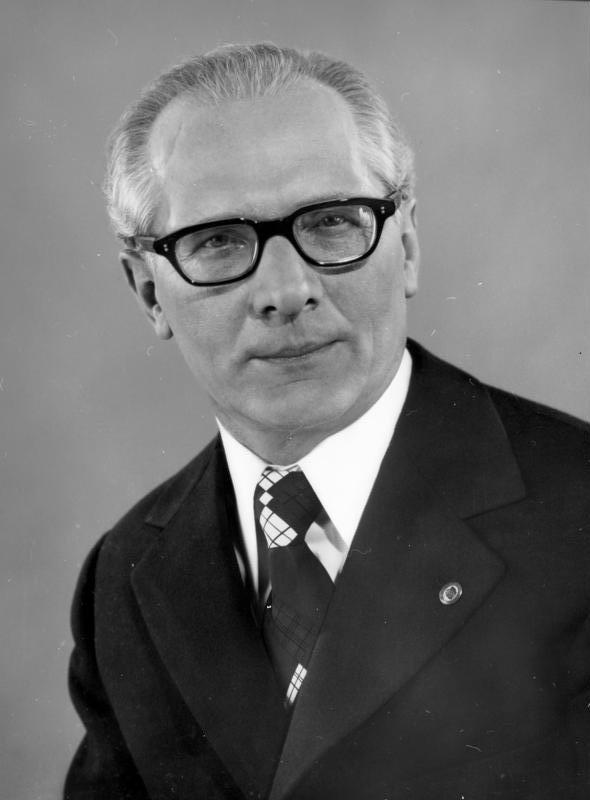
Erich Honecker

- 1971 – Erich Honecker objął władzę w NRD[16]
- 1973
  - w życie wszedł układ o podstawach stosunków między NRD i RFN[1]
  - RFN i NRD przyjęto do ONZ[1]
- 1976 – pastor Oskar Brüsewitz w ramach protestu przeciwko polityce NRD dokonał aktu samospalenia[16]
- październik 1977 – w Berlinie Wschodnim wybuchły zamieszki[16]

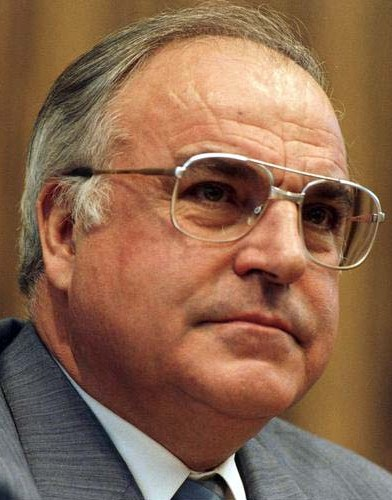
Helmut Kohl

- 1982 – kanclerzem Niemiec został Helmut Kohl[1]
- grudzień 1985 – w NRD powołano „Inicjatywę na rzecz pokoju i praw człowieka”[16]
- 1989:
  - protesty w NRD podczas Jesieni Narodów doprowadziły do obalenia muru berlińskiego oraz demokratyzacji Niemiec Wschodnich[1]
  - 7 maja – w NRD sfałszowano wybory komunalne[16]
  - 4 czerwca – w Berlinie i w Lipsku doszło do manifestacji[16]
  - 6–7 października – obchody 40-lecia NRD[16]
  - 18 października – Erich Honecker stracił władzę w NRD; jego miejsce zajął Egon Krenz[16]

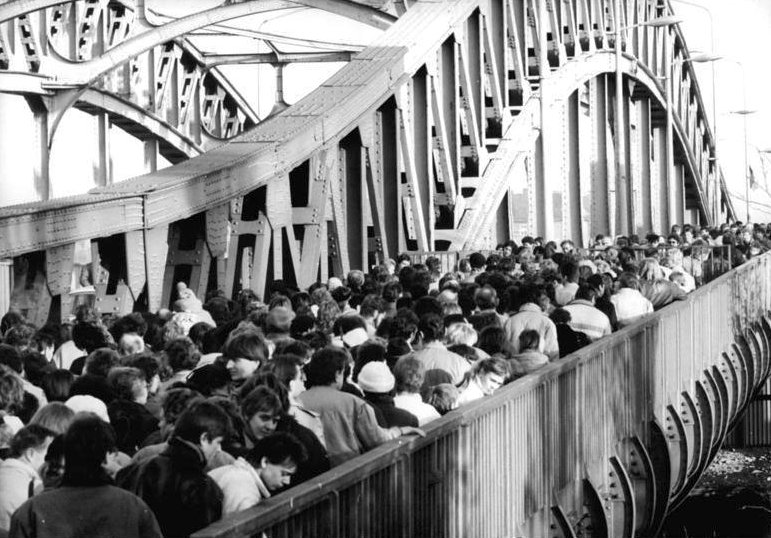
Most Bösebrücke z tłumem obywateli NRD przed przejściem granicznym, 18 listopada 1989

- - 9 listopada – władze NRD ogłosiły swobodny dojazd do RFN; obalono mur berliński[1]
  - 7 grudnia – rozpoczęła obrady NRD-owska konferencja Okrągłego Stołu z udziałem organizacji społecznych i 14 partii[16]
- 1990:
  - 18 marca – w NRD przeprowadzono wolne wybory[16]
  - 31 sierpnia – ratyfikowano układ między RFN a NRD o przywrócenie jedności Niemiec[1]
  - 3 października – zjednoczenie Niemiec[1]

## Czasy najnowsze

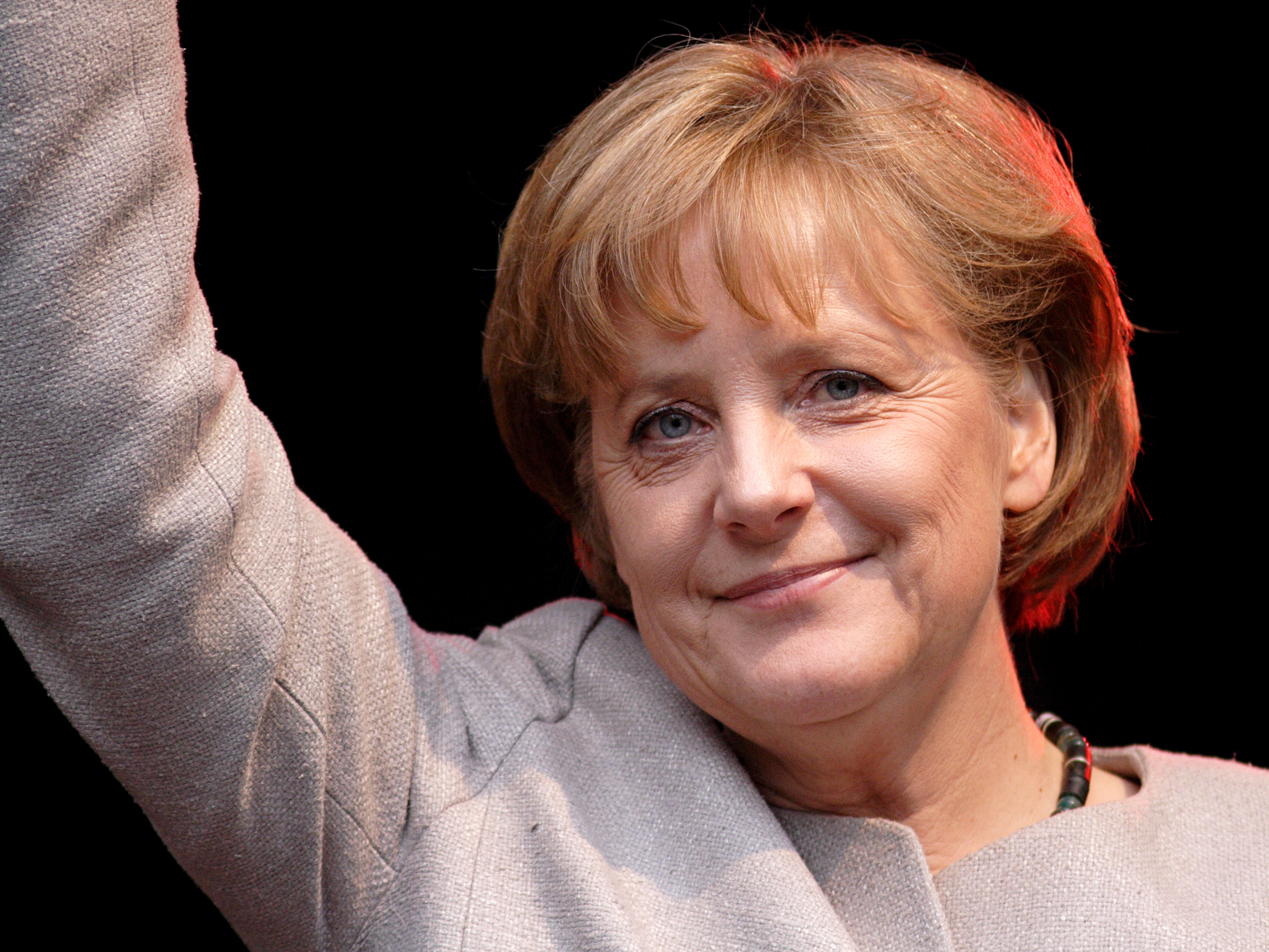
Angela Merkel

- 1993 – Niemcy uczestniczyły w tworzeniu Unii Europejskiej na bazie EWG[1]
- 2002 – Niemcy przyjęły walutę euro[1]
- listopad 2005 – kanclerzem Niemiec została Angela Merkel[17]